# Stanisław Urban (naukowiec)
Stanisław Ludwik Urban (ur. 1 listopada 1943 w Kosinie, zm. 13 listopada 2017 we Wrocławiu) – polski naukowiec, specjalista ekonomiki rolnictwa, poseł na Sejm PRL IX kadencji z ramienia Zjednoczonego Stronnictwa Ludowego. Jest uznawany za twórcę polskiej szkoły ekonomiki rolnictwa i agrobiznesu.

## Życiorys
Syn Tomasza i Salomei. W 1966 ukończył studia w Wyższej Szkole Rolniczej we Wrocławiu, uzyskując tytuł inżyniera rolnictwa. Następnie był przez rok asystentem na tej uczelni. Od 1967 do 1980 pracował na kierowniczych stanowiskach w instytucjach rolnych i przemysłu spożywczego. W 1972 otrzymał stopień doktora nauk ekonomicznych na Wydziale Gospodarki Narodowej Wyższej Szkoły Ekonomicznej we Wrocławiu, a w 1978 habilitację w Akademii Rolniczo-Technicznej w Olsztynie. W 1980 powołano go na docenta w Zakładzie Ekonomiki Rolnictwa i Gospodarki Żywnościowej na Wydziale Inżynieryjno-Ekonomicznym Przemysłu Akademii Ekonomicznej we Wrocławiu.
Działał w Związku Młodzieży Wiejskiej i Zrzeszeniu Studentów Polskich, był też członkiem Komisji Rewizyjnej Związku Nauczycielstwa Polskiego. Członek prezydium Wojewódzkiego Komitetu ZSL we Wrocławiu w latach 1972–1983 i radny Wojewódzkiej Rady Narodowej we Wrocławiu w okresie 1974–1976. W latach 1985–1989 był posłem na Sejm PRL.
Od 1988 nosił tytuł profesora nauk ekonomicznych, a w 1996 został profesorem zwyczajnym Uniwersytetu Ekonomicznego we Wrocławiu (pracował na nim do 2014). Był tam od 1984 do 1990 prodziekanem Wydziału Inżynieryjno-Ekonomicznego. Kierował też Katedrą Ekonomiki i Organizacji Obrotu Rolnego (1990–1992) oraz Katedrą Ekonomiki i Organizacji Gospodarki Żywnościowej (1993–2014). Pracował też w Wałbrzyskiej Wyższej Szkole Zarządzania i Przedsiębiorczości. Był również m.in. profesorem nadzwyczajnym Państwowej Wyższej Szkoły Zawodowej im. Witelona w Legnicy i profesorem zwyczajnym Uniwersytetu Zielonogórskiego (wykładał na niej przez 11 lat). Gościnnie wykładał także w Niemczech w Szwecji i na Białorusi.
Należał do wielu towarzystw naukowych. W latach 2011–2015 był członkiem prezydium Komitetu Nauk Ekonomicznych Polskiej Akademii Nauk.
W listopadzie 2014 roku uhonorowany nagrodą Ministra Nauki i Szkolnictwa Wyższego za całokształt dorobku.
Autor około 700 pozycji naukowych, w tym 11 monografii i 20 podręczników.
W 2006 otrzymał doktorat honoris causa Akademii Rolniczej w Krakowie.
Pochowany 20 listopada 2017 na cmentarzu parafii p.w. Matki Bożej Pocieszenia w Poznaniu przy ul. Borówkowej w Suchym Lesie.

## Odznaczenia
- Krzyż Kawalerski Orderu Odrodzenia Polski
- Złoty Krzyż Zasługi
- Srebrny Krzyż Zasługi
- Medal 40-lecia Polski Ludowej
- Brązowy Medal „Za zasługi dla obronności kraju”
- Odznaka „Zasłużony dla Wynalazczości i Racjonalizacji”